# Missy-aux-Bois

Missy-aux-Bois este o comună în departamentul Aisne din nordul Franței. În 1 ianuarie 2022 avea o populație de 98 de locuitori.